# Renault VESTA 2
La VESTA II est l'aboutissement des recherches de Renault en matière de réduction de la consommation de carburant des automobiles au cours des années 1980. Elle a succédé aux prototypes EVE , EVE+ et VESTA. Le nom VESTA est l'acronyme pour Véhicule Econome de Systèmes et Technologies Avancées (en même temps qu'une allusion à la déesse Vesta). Ces recherches, menées par le styliste et ingénieur-aérodynamicien Gaston Juchet alors directeur du style, constituaient la réponse de Renault au défi proposé par le ministère de l'Industrie en 1980, qui demandait de réaliser une voiture capable de consommer moins de 3 l / 100 km (en moyenne pondérée des consommations normalisées ville / 90 km/h / 120 km/h).
Les données suivantes sont celles correspondant au neuvième prototype de Vesta, le PV9.

## Conception

### Carrosserie

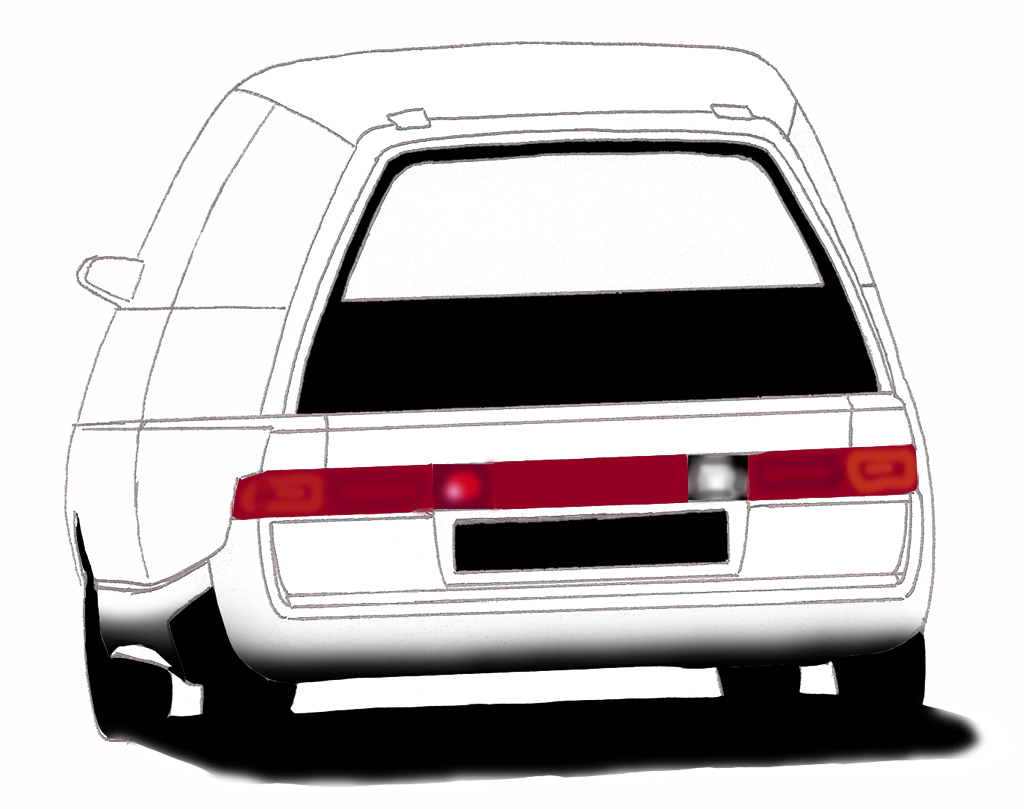
Renault Vesta II

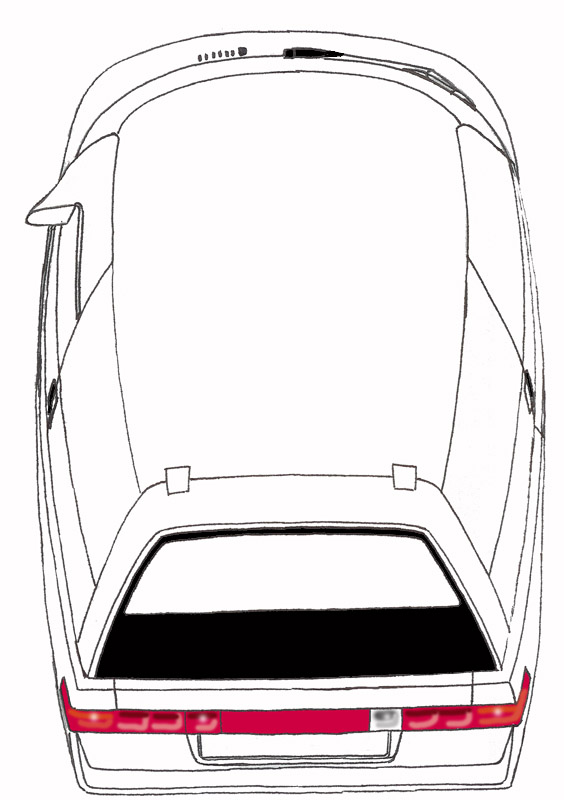
Renault Vesta II

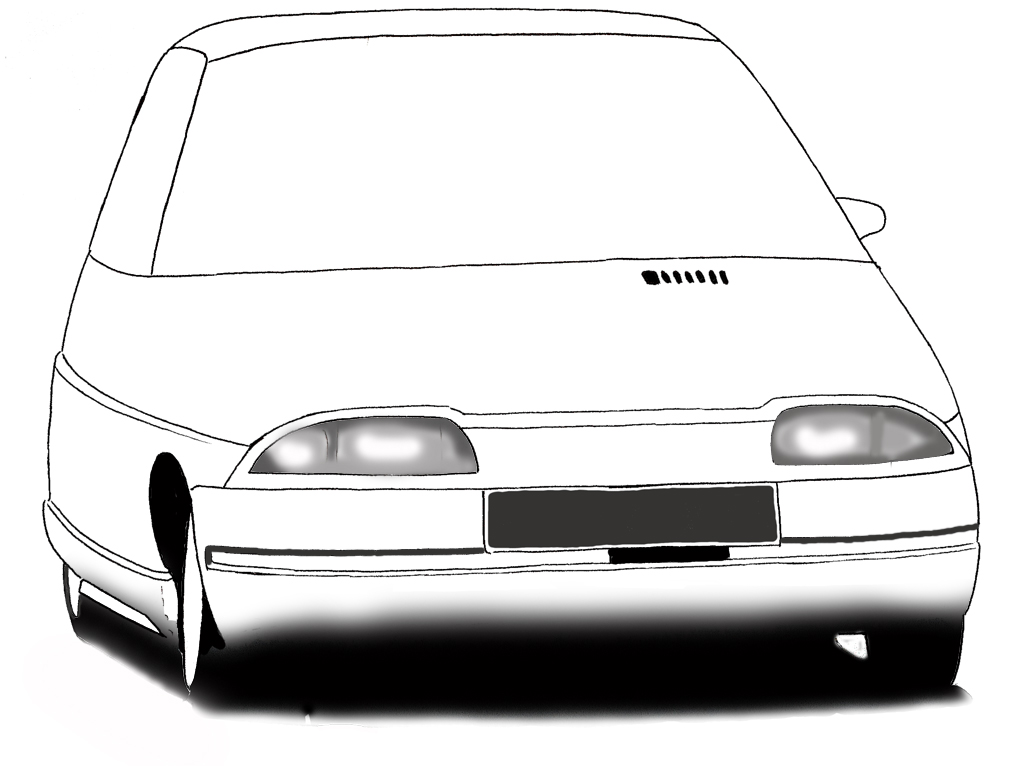
Renault Vesta II

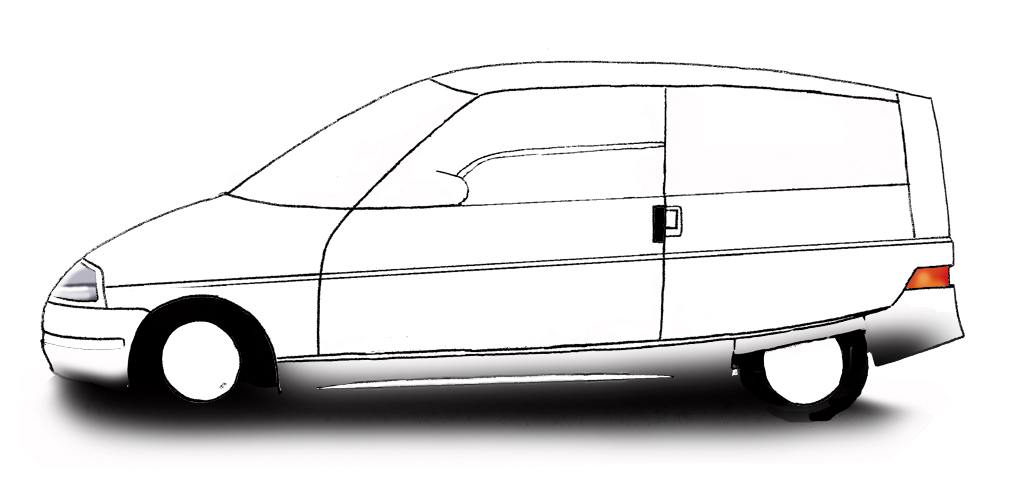
Renault Vesta II

Renault a apporté un soin extrême à l'aérodynamique de la voiture pour aboutir à un Cx de 0,186 (en comparaison, l'excellent Cx d'une Toyota Prius s'élève à 0,26. Le record mondial automobile étant détenu par la Ford Probe V de 1985 avec 0,14).

La voiture adopte une forme de goutte d'eau tronquée à l'arrière. La plus grande largeur se trouve au niveau de la première rangée de sièges, tout comme la plus grande hauteur. Le capot est pratiquement dans le prolongement du pare-brise, incliné à 57° pour concilier aérodynamique et visibilité. La lunette arrière est verticale. Le panneau arrière prolonge flanc, toit et plancher par des déflecteurs au niveau du bouclier et du hayon. Le plancher est caréné. Les bas de caisse sont prolongés par des sabots placés en avant des roues arrière.
Les boucliers sont en polyester armé de fibre de verre. Le hayon est en thermoplastique et la vitre est collée dessus. Les portes sont constituées d'un cadre en métal couvert de tôle fine. Le capot est aussi en tôle fine collée sur un caisson composite.
Saint-Gobain a réalisé des vitrages ultra minces de 2 mm collés à la structure et participant à la rigidité globale. Les vitres de portes sont d'épaisseur classique. Seule la vitre de la porte conducteur a une zone qui s'ouvre. Cette même vitre intègre l'unique rétroviseur extérieur.
Les flux d'air dans le compartiment moteur sont soigneusement canalisés. Un volet régulant automatiquement l'arrivée d'air maintient la température du moteur dans des limites optimales. Elle oscille de 90 °C à pleine charge à 110 °C en charge partielle. L'étanchéité des différentes parties de la carrosserie, et plus particulièrement de la zone frontale est poussée à son maximum.

### Châssis
- Le plancher est en matériau composite : fibre de verre et résine.
- Le pavillon est aussi en composite avec une âme en mousse polyuréthane renforcée par un mat de verre.

De très nombreuses pièces sont en matériaux ultra légers. Le poids total gagné est d'environ 25 % par rapport aux véhicules de conception classique à rigidité et endurance égales. VESTA II a été conçue pour résister aux crash-tests en vigueur en 1987.

### Suspensions
- Avant : roues indépendantes, Mac Pherson avec ressorts pneumatiques.
- Arrière : roues indépendantes à bras tirés et ressorts pneumatiques.

La suspension pneumatique est à assiette constante. Chaque ressort pneumatique est constitué d'une chaussette en caoutchouc concentrique de l'amortisseur.
Le système comprend un compresseur électrique reliant un réservoir basse pression à un réservoir haute pression. Le système est complété par des sphères, comparables à celles existantes dans la suspension hydropneumatique Citroën. Le système de régulation électronique de l'assiette maintient la voiture horizontale et lui permet de s'abaisser de 20 mm au fur et à mesure que la vitesse augmente, réduisant ainsi le SCx.
- Position haute : jusqu'à 60 km/h.
- Position intermédiaire : de 60 à 100 km/h.
- Position basse : au-delà de 100 km/h.

### Aménagement intérieur
L'intérieur n'a fait l'objet d'aucune étude particulière. Néanmoins le cahier des charges initial stipulait que Vesta devait être aussi habitable que la Supercinq, véhicule de gabarit équivalent de la gamme à l'époque. La visibilité est très correcte.

### Motorisation
Le moteur de seulement 716 cm³ et 27 ch a été considéré comme suffisant pour obtenir des performances équivalentes à celles de la Supercinq SL. Un moteur trois cylindres a été préféré à un classique quatre cylindres pour réduire les frictions. Son fonctionnement est optimisé par différents systèmes de régulation électronique pour diminuer la consommation. Le poids de chaque pièce a été réduit au minimum, faisant appel à des matériaux de pointe comme l'aluminium ou le magnésium.
| Moteur                  |                                                                                  |
| ----------------------- | -------------------------------------------------------------------------------- |
| Type                    | transversal                                                                      |
| Cylindres               | 3 cylindres                                                                      |
| Soupapes                | 6 soupapes                                                                       |
| Arbre à cames           | en tête                                                                          |
| Cylindrée               | 716 cm³                                                                          |
| Rapport volumétrique    | 10,5 : 1                                                                         |
| Puissance maxi          | 20 kW (27 ch) à 4 250 tr/min                                                     |
| Couple maxi             | 5,7 mkg à 2 250 tr/min                                                           |
| Catalyse                | Non                                                                              |
| Type de carburant       | RON 97                                                                           |
| Carburation             | Carburateur à double corps spécial avec coupure d'alimentation à la décélération |
| kilomètre départ arrêté | -                                                                                |
| 0 à 100 km/h            | -                                                                                |
| Vitesse maxi            | 138,2 km/h                                                                       |
| Consommation            | Ville : 4,25 l/100 km route : 2,81 l/100 km                                      |
| Capacité du réservoir   | 18 l                                                                             |
| Aérodynamique           | Cx : 0,186 SCx : 0,304                                                           |

## Performances
Conformément aux objectifs, VESTA II a réalisé le 23 juin 1987 le record mondial de consommation sur l'autoroute de Bordeaux à Paris : 9,447 litres de super ont été consommés pour ce trajet, soit 1,94 l/100 km à 100,9 km/h de moyenne.
À son bord, le journaliste auto Jean-Pierre Gosselin au volant, une huissière à la place du passager avant.
La vitesse maxi mesurée par les journalistes en octobre 1987 est de 138,2 km/h.

## Conduite
VESTA II se conduit comme une berline classique. En 1987, elle a été comparée par la presse (l'Automobile Magazine) à la Supercinq SL (1108 cm³, 47 ch, 725 kg), modèle le plus économique de la gamme Renault. VESTA II est bruyante car son insonorisation est plus que légère. Sur les trois premiers rapports, elle est plus vive que la Supercinq, les rapports supérieurs sont assez longs pour optimiser la consommation, la Supercinq reprend le dessus en nervosité. Le prototype vire parfaitement à plat dans les virages et gratifie les passagers d'un bon confort général. En consommation, la différence est flagrante entre les deux automobiles. VESTA II consomme environ deux fois moins que la Supercinq.
| Consommations (l/100km)            | VESTA II PV9 | Supercinq SL |
| A vitesse constante (km/h)         |              |              |
| 50                                 | 1,6          | 3,10         |
| 70                                 | 1,75         | 3,65         |
| 90                                 | 2,15         | 4,45         |
| 110                                | 2,60         | 5,45         |
| 130                                | 3,30         | 7,15         |
| Maxi                               | 3,70 (138,2) | 8,90 (143,2) |
| En utilisation (1 personne à bord) |              |              |
| Ville                              | 4,25         | 7,29         |
| Route                              | 2,81         | 5,85         |

## Les leçons de VESTA
VESTA II n'aura aucune descendance directe dans la gamme Renault, contrairement à son équivalent chez Citroën, le projet Eco 2000. Ce dernier servira de base de travail pour l'élaboration de l'AX présentée en 1986. Les journalistes automobile ont cru au début des années 1990 que la minicitadine destinée à s'insérer sous la Clio s'inspirerait des recherches du programme VESTA. Il n'en sera rien, et la Twingo n'aura pas de prétentions économiques particulières en matière de consommation. Elle ne bénéficiera pas non plus d'une aérodynamique recherchée (Cx de 0,335 à 0,342 et Scx de 0,670 à 0,685, valeurs néanmoins correctes pour une voiture de moins de 3,5m de long).